# Brändholmen, Helsingfors
Brändholmen, finska: Paloluoto, är en ö i Finland. Den ligger i Finska viken och i kommunen Helsingfors i den ekonomiska regionen  Helsingfors i landskapet Nyland, i den södra delen av landet. Ön ligger nära Helsingfors.
Öns area är 10,2 hektar och dess största längd är 490 meter i sydöst-nordvästlig riktning. Ön höjer sig omkring 30 meter över havsytan.